# Aelita (kisregény)
Az Aelita (oroszul: Аэлита) Alekszej Nyikolajevics Tolsztoj 1923-ban megjelent tudományos-fantasztikus kisregénye.
A H. G. Wells hatására írt fantasztikus történetben szovjet expedíció látogat a Marsra, hogy ott is elterjesszék a kommunizmust. A regény később számos rádiójátékot és filmet megihletett.

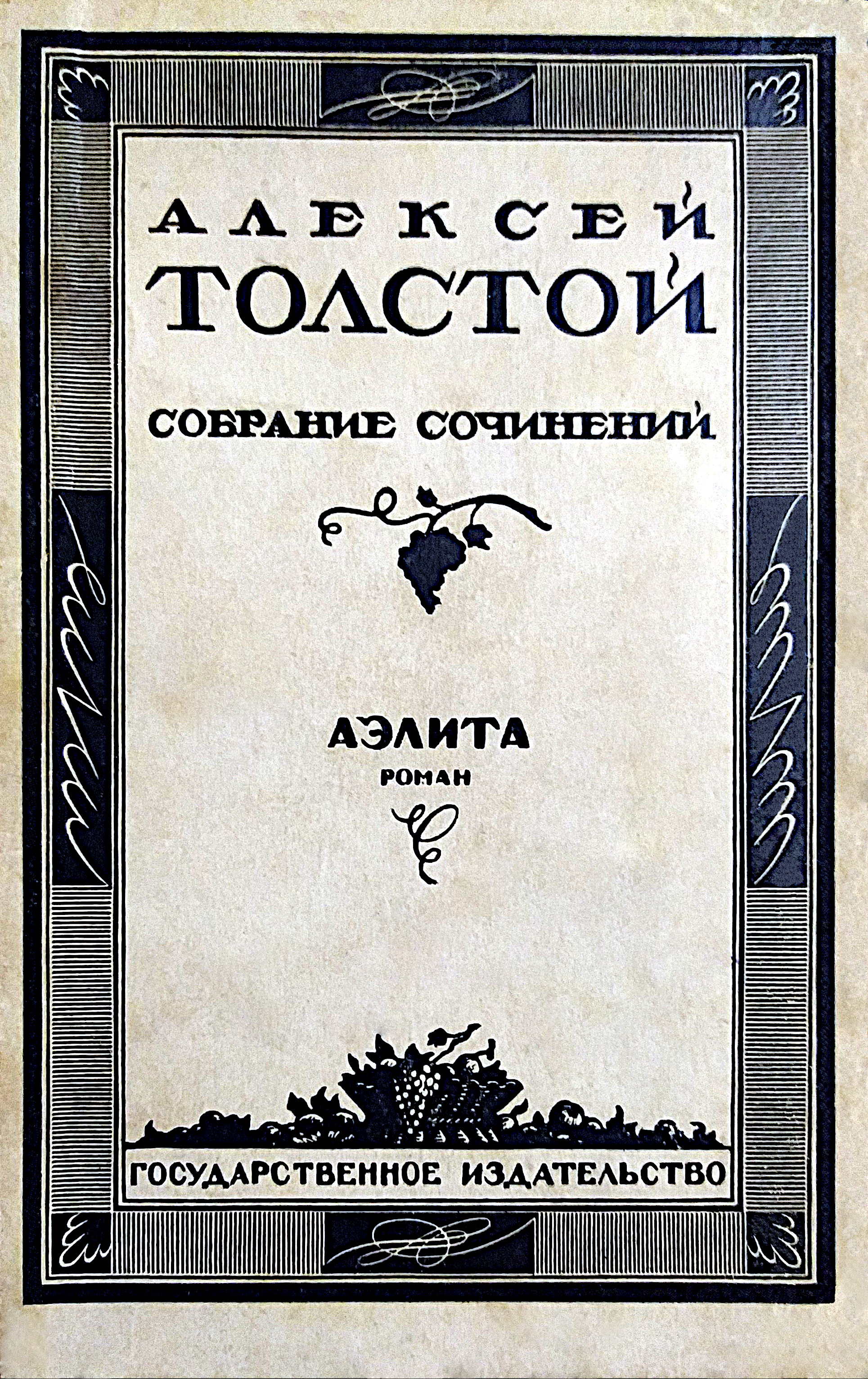
Az 1927-es szovjet kiadás borítója

## Történet
|  | Alább a cselekmény részletei következnek! |

Pétervárott Losz mérnök falragaszokon keresztül keresett magának társakat tervezett Mars-utazására. Kevesen jelentkeztek, de azok sem feleltek meg a feltételeknek. Egy amerikai újságíró, Skiles is felfigyelt a hirdetésre, és felkereste az orosz mérnököt. A feltaláló megmutatta neki az űrhajóját, és elmesélte a gépezet működési elvét. A tervezett űrutazásról is szó esett, Losz készségesen elmondta az elképzeléseit az újságírónak. Skiles tíz dollárt ajánlott fel soronként a bátor vállalkozóknak az úti élményeiért.
Guszev vöröskatona hét évig harcolt, de megsebesült, ezért tartalékba helyezték. Házas, gyermektelen, kalandra kész, nyughatatlan ember. Ő jelentkezett útitársnak a mérnöknél, aki elmondta, milyen veszélyekkel teli lehet ez a távoli világba induló utazás.
Az utazás előtti este Losz elhunyt feleségéről álmodott, akit nagyon szeretett. Masa, Guszev felesége is nyugtalan volt ezen az éjszakán. Egy ismeretlen, fura öregember toppant be a lakásukba, és furcsán mutogatott az égbe, a férje pedig arról beszélt neki, hogy hosszú ideig távol lesznek egymástól.
Az indulás reggelén a mérnök műhelye előtt – az üres telken – összecsődültek az emberek. Azt találgatták, hogy mi is történik itt tulajdonképpen. Hivatalos emberek érkeztek autóval, és amikor a tojás alakú gépezet útnak indult, Losz búcsúszavaira a tömeg felmorajlott. Összeverődtek a tenyerek, magasba repültek a sapkák.
Az űrutazás simán ment, a két utazó különösebb nehézségek nélkül megérkezett a Marsra. Egy apró egeret engedtek ki az űrhajóból, hogy megbizonyosodjanak, a vörös bolygó légköre megfelelő-e a földi halandók számára. Mivel a rágcsáló jól érezte magát odakint, Losz és Guszev elhagyta a gépezetet. A vöröskatona egy pisztolyt is vitt magával, felkészülve minden eshetőségre.
A környéken magas kaktuszokat láttak, felderítőútra indultak a csatornák szabdalta narancssárga síkságon. Hamarosan találkoztak egy emberhez hasonló Mars-lakóval, aki furcsa légcsavaros repülő szerkezeten közlekedett. Az őslakó enni- és innivalót adott a földieknek, de azok inkább hazait fogyasztottak, és békésen cigarettáztak. A marsi itókát ízlelgetve megállapították, hogy az íze a madeirához hasonló. A békés idillt egy óriási, sebesen futó, barna, ritka csíkos, vaskos testű pók megjelenése zavarta meg, ám Guszev pár lövéssel elzavarta a szörnyeteget.
A földiek tovább vándoroltak, és egy romvárosra leltek, ahol alaposan körülnéztek. Rengeteg ismeretlen eredetű tárgyra, torz csontvázakra, hatalmas robbanásnyomokra bukkantak. Pókok uralták az egykori települést, Guszev többet is elpusztított közülük. Egy üvegkupolás házban hosszabban időztek, itt szobrokat, festményeket, könyveket találtak. A vöröskatona aranyat meg drágaköveket gyűjtött a feleségének ajándékba. Egy tükörről kiderült, hogy képeket tud vetíteni, a mérnök és társa a település múltjából látott felvételeket.
Este egy csatorna partjához mentek, a sötét égbolton megpillantották a csillagok fényét elhalványító Földet és a Mars holdjait. A visszaúton pókok lestek rájuk, de szerencsésen visszataláltak az űrhajójukhoz. „– Én ugyan nem mászkálok többet éjjel ezeken a pókos helyeken – mondta Guszev.”
Az őket korábban felfedező szárnyas Mars-lakó lakott vidékre sietett, és hírt vitt az idegenekről. Egy háromárbócos repülőhajó szállt le a földiek közelében, hamarosan fegyveres, cingár Mars-lakók vették körül az űrutazókat. A marsiak vezetője rövid tárgyalás után – bár mindkét fél a saját anyanyelvén beszélt – azt ajánlotta Loszéknak, hogy induljanak el Szoacerába, a távoli nagyvárosba, és ott folytassák a párbeszédet.
Guszev a hajó gyomrában szóba elegyedett a katonákkal, cigarettával, vodkával kínálta őket, majd a tollkését, a ceruzacsutkáját, a töltényhüvelyből készült, csodálatos öngyújtóját aranyra cserélte velük. Losz fent a tájat szemlélte, kezdetben mindenfelé romokat és kiszáradt csatornákat látott. Még ridegebb, vad, hideg, kihalt táj következett: Liziazira. Ezután egy kerek, fekete vizű tó: Szoam felett szálltak, közelében egy csodás vidék bukkant fel: Azora. Végül a célállomáshoz értek, vendéglátóik otthona, a hatalmas: Szoacera vált láthatóvá alattuk.
A városban hatalmas tömeg és az előkelők fogadták az Ég Küldötteit, akiket a település közelében lévő azúrligetben szállásolták el. Itt találkoztak egy meseszép, fiatal nővel: Aelitával, aki csodás gondolatlátó képességei segítségével hét nap alatt megtanította a marsiak nyelvére, szokásaira az idegeneket. Esténként „Tuma királynője” érdekes meséket, mondákat idézett fel a helyiek történelméről és a földről régen idemenekült atlantisziakról Losznak és társának.
Guszev bensőséges viszonyba került a kékesbarna bőrű Ihával, a gondnok unokahúgával. A lány megmutatta a katonának a városnéző készüléket, amivel bebarangolták – a tükörben szemlélődve – Szoacera utcáit, tereit. Iha véletlenül a Legfelső Tanács termébe is átkapcsolt, ahol éppen a földiekről vitatkoztak. Guszev – aki korábban felvetette Losznak, hogy a Mars-bolygó is csatlakozhatna az Oroszországi Szovjet Föderatív Szocialista Köztársasághoz – veszélyt szimatolt, erről beszámolt útitársának is. Aelita és Losz egymásba szerettek, a lány féltette kedvesét apja haragjától.
Guszev a városba készült, Iha segítségével egy szárnyas csónakkal útnak is indult. Megfigyelte a köztereket, az előkelő negyedet, a kereskedő-utcákat, a gyárakat, a munkástelepeket. Rájött, hogy a marsiak három – egymástól eltérő életminőségű – kasztban éltek, s a harmadiknak, a legszegényebbnek mostanra elege lett a nyomorból. Tüntetések, megmozdulások törtek ki, mire Tuszkub csapatokat rendelt Szoacerába.
Este a nép zsúfolásig megtöltötte a Legfelső Tanács háza előtt lévő, hatalmas teret. Bent a legfőbb vezető arról szónokolt, hogy szerinte a Marson mindenhol nemsokára anarchia üti fel a fejét, a városra teljes pusztulás vár. Azt tervezte, hogy lakosság egészséges részét szétköltöztetik a falvakba, utána a várost – a benne lévőkkel együtt – szervezetten ők pusztítják el. Az ellenzék vezére, Gor szerint ez őrültség, Tuszkubnak azonnal le kell mondania a hatalomról.
Aelita az apjától azt a parancsot kapta, hogy ölje meg az Ég Fiait, de nem engedelmeskedett, hanem Ihoskával és Losszal egy duplaszárnyú csónakon Liziazira hegyeibe repült. A lány egy barlangvárosba vitte a kedvesét, ahol szerelme zálogául egy ősi éneket dalolt el neki.
Guszev a társáért küldte hét emberét egy repülőhajóval, de a katonák már várták őket Tuszkub házánál, és lemészárolták őket. Amikor Losz visszatért, egy haldokló munkástól megtudta, hogy veszélyben az élete. A mérnök kitört a gyűrűből, megszerezte a hadicsónakot, majd a városba indult. Már negyvenezer Mars-lakó állt fegyverben, Guszev lett a felkelők egyik parancsnoka, vezérletével elfoglalták Legfelső Tanács épületét, de üresen találták: Tuszkub és valamennyi mérnök elmenekült.
Másnap a kormánycsapatok váratlanul ellentámadásba mentek át, a várost bekerítették, hajók lőtték rommá a munkásnegyedeket. Felrobbantották a forradalmárok által elfoglalt fegyverraktárt, az itt állomásozó felkelő flotta megsemmisült. A légi fölény birtokában a hadsereg kíméletlenül leszámolt a lázadókkal, az utolsó emberig végezni akartak velük. Gor egy ideig feltartotta a katonákat, hogy a földiek menekülését fedezze, de a túlerő hamarosan végzett vele. A lidércnyomássá váló helyzetben Losz és Guszev egy föld alatti járatrendszerben talált menedéket.
Magr királynő labirintusában vaksötétben kóboroltak. Az alagutak lépten-nyomon elágaztak, kereszteződtek, a mélybe futottak. A földiek sokáig botorkáltak, míg egy óriási aknához értek, ahol Guszev egy villanykapcsolót talált. A vakító fényben meglátták, hogy odalent hatalmas pókok tanyáztak. Milliónyi volt belőlük, azt várták, hogy eljöjjön az ő órájuk, amikor az övék lesz minden hatalom, benépesíthetik a Marsot. Hosszú menekülés után Loszék Tuszkub villájának közelében értek ki a labirintusból.
Aelita úgy érezte, hogy mindennek vége, öngyilkosságra készült. A Szent Küszöbhöz menekült, és ide várta a szerelmesét is. A menedékhelyre Losz Guszevvel együtt érkezett, akit Iha örömmel fogadott. A mérnök az estét a kedvesével tölthette, de reggel Tuszkub vezetésével katonák törtek be a szent helyre, rövid küzdelem után elfogták Loszt és Aelitát.
Amikor Guszev és Iha előmerészkedtek a rejtekhelyüktől, a hadihajó már felszállt, a fedélzetén a méregitalt ivó, félholt Aelitával. Losz ájultan feküdt a barlang bejáratánál, a mellén és a fején vér csurgott. Az egykori vöröskatona ellátta a társa sebeit, elhatározta, hogy visszatérnek a Földre. Elbúcsúzott Ihától és korábbi segítőjétől, majd egy marsi repülőszerkezettel az űrhajójuk felé indult. Kijátszotta az őket üldözőket, de közel a céltól leállt a hajója motorja, a robbanóporos tartály kiürült. Vállára vette a mérnök testét, bár járás közben bokáig süppedt a homokba, útnak eredt.
Lassan, erejük végén járva közeledtek az űrhajó felé, amikor Guszev meglátta, hogy Mars-lakók tönkre akarták tenni a földi járművet. Vagy húsz katona verte nagy kalapácsokkal a gép szegecselt fémburkolatát. A lobbanékony orosz dühös lett, rávetette magát a rombolókra, villámgyorsan elkergette őket, majd kinyitotta a kerek ablakot, becipelte Loszt, és az Ég Fiai visszaindultak a Föld felé.
A visszaút már nem ment olyan simán, mert Loszt a sérülései miatt sebláz gyötörte. Vergődött, sokáig kapálózott, értelmetlenségeket kiáltozott, végül elhallgatott, nyugtató álomba merült. Amikor egy üstökös fejét szelték át, magához tért, és elmondta Guszevnek, hogy mi a teendő. Kijutottak az égi kövek vonzásából, a Szaturnuszt is érintve száguldottak a Naprendszer belseje felé, majd közeledtek szülőbolygójukhoz. A Michigan-tó partján értek földet, ahol kiderült, hogy itteni idő szerint három és fél évig voltak távol.
Kórházba kerültek a hősök, ahol az egyik reggel Skiles jelent meg náluk. Az újságíró elmondta, hogy óriási szenzáció kerekedett Loszék űrutazásából. Ötezer dollárt és egy táviratot küldött Petrográdba Guszev feleségének, Losz hatalmas összeget kap az „Úti jegyzetek”ért.
Fél évig tartott, amíg hazaverekedték magukat, banketteken, tudós-gyűléseken, interjúk hadán vettek részt. Főleg Guszev élvezte a népszerűséget, aki Amerikában és Európában hónapokig utazgatott a feleségével együtt, mesélt a Mars-lakókkal vívott harcairól, a pókokról és az üstökösökről.
Hazatérve Losz Petrográdon egy gépgyárban Mars-típusú motort szerkesztett. Egyedül, magányosan élt, a gondolatai Aelitán jártak, a szerelmén, aki nem bírt elfeledni. Egyik nap késő este Guszev kereste fel, hogy elvigye a barátját egy rádiótávbeszélő állomáshoz, ahol egy hete szokatlanul erős, ismeretlen jelzéseket vettek.

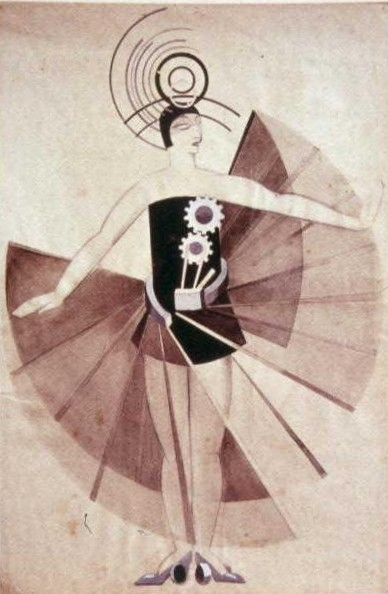
Aelita jelmezterve

Aelita hangja, a szerelem, az öröklét, a vágyódás hangja hívogatva, zengve száll a mindenségben: – Hol vagy, hol vagy, szerelmem?
|  | Itt a vége a cselekmény részletezésének! |

## Szereplők
- Msztyiszlav Szergejevics Losz, mérnök
- Alekszej Ivanovics Guszev, vöröskatona
- Tuszkub, a marsi Legfelső Mérnöki Tanács elnöke
- Aelita, Tuszkub lánya
- Iha, Aelita szolgálója
- Gor, mérnök
- Masa, Guszev földi felesége
- Skiles, amerikai újságíró

## Magyarul
- Alexej M. Tolstoj: Aëlita. Regény a Marsról; Légrády, Bp., 1926
- gróf Tolsztoj Elek: A Mars asszonya. Fantasztikus regény, 1-3.; Tolnai Világlapja, Bp., 1926 (Tolnai regénytára)
- Aleksej N. Tolstoj: Marslakók között; ford. Safáry Ferenc [Sándor Pál]; Lukáts, Bp., 1943
- Aelita. Regény; ford. Gács András; Új Magyar Kiadó, Bp., 1954 (Olcsó könyvtár)

## Feldolgozások

### Filmváltozatok
- A Szovjetunióban Jakov Alekszandrovics Protazanov 1924-ben 100 perces fekete-fehér filmet készített Tolsztoj művéből.[2][3] A film bemutatója előtt a Pravda és a Kinogazeta újságok oldalain figyelemfelkeltő cikkek jelentek meg. Ennek következtében az első vetítésen akkora tömeg jelent meg, hogy a premierre – állítólag – végül maga a rendező, Protazanov sem tudott bejutni. A film eszköz- és látványvilága: az egzotikus helyszínek, a vezér meseszép lánya, a bolygóközi utazás és az újnak számító speciális effektusok – a kor akkori technikai színvonalát reprezentálva – biztosították az alkotás népszerűségét.[4]
- A Magyar Televízió Alekszej Tolsztoj ős sci-fijét a Televíziós mesék felnőtteknek sorozatban dolgozta fel 1980-ban. Érdekesség, hogy ezt a filmet szakították meg Farkas Bertalan, az első magyar űrhajós fellövésekor. A forgatókönyvet Altonai L. Lajos írta. Szereposztás: Aelita – Moór Marianna, Losz – Szokolay Ottó, Guszev – Bencze Ferenc, Tuszkub – Bozóky István, Gor – Némethy Ferenc, Iha – Ladik Katalin.[5]

### Színházi változat
- A Budaörsi Latinovits Színház Vörös Eszter feldolgozásában és rendezésében színpadra állította Tolsztoj regényét. A bemutató időpontja 2003. február 28-án volt, a főbb szerepeket Helyes Georgina (Aelita), Farkas Zoltán (Lósz mérnök), Juhász Zoltán (Alex, földi katona) és Benedek Péter (Tuszkub) játszották.[6]

## Kapcsolódó szócikk
- Aelita-díj